# Station St Ives
St Ives is een spoorwegstation van National Rail in St. Ives, Penwith in Engeland. Het station is eigendom van Network Rail en wordt beheerd door Great Western Railway. 

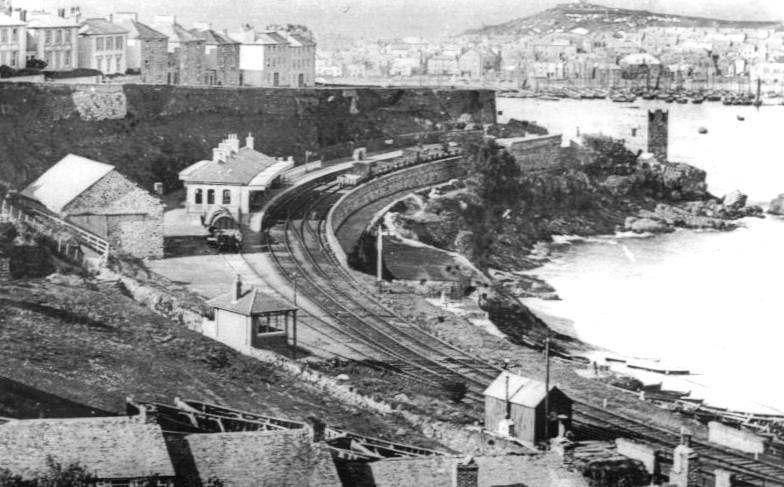
vergelijkbare locatie, circa 1890

## Varia
Station St Ives ligt direct aan wandelroute South West Coast Path. 